# Terhornstermeer

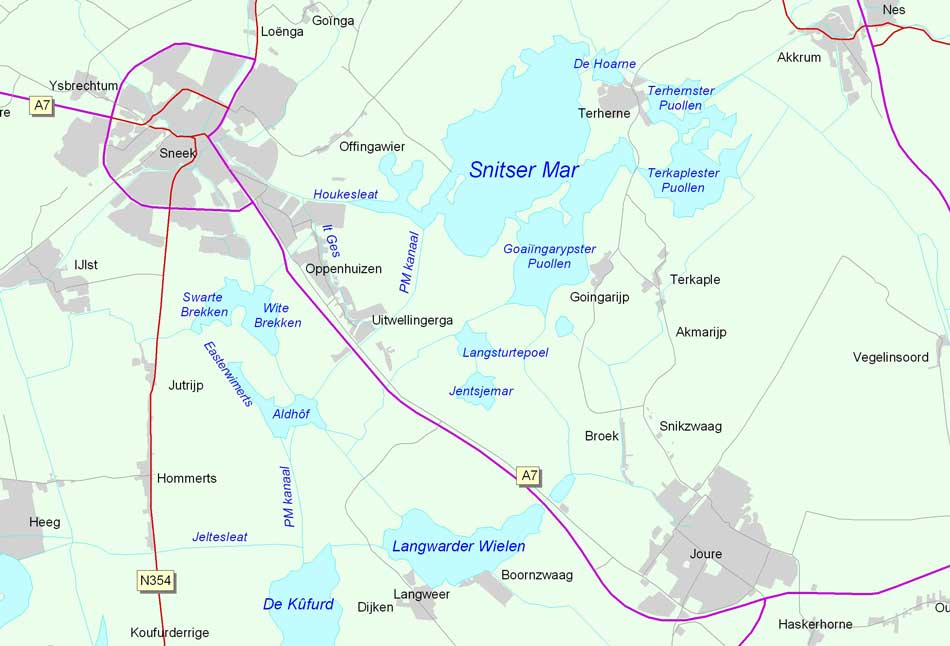
Kaartje met de officiële waternamen tussen Sneek, Joure en Akkrum

Het Terhornstermeer (Fries en officieel: De Hoarne) is een meer in de Friese gemeenten De Friese Meren en Leeuwarden.

## Beschrijving
Het Terhornstermeer staat, via de Terhornstersluis, in verbinding met het Sneekermeer. Via de Nieuwe Zandsloot is er verbinding met de Terhornsterpoelen. Dwars door het Terhornstermeer loopt het Prinses Margrietkanaal, wat betekent dat er veel beroepsvaart passeert. Het meer ligt naast het dorp Terhorne. Het Terhornstermeer is niet een erg geschikt watersportmeer.